# 香港新界區道路交匯處列表
本列表為香港新界區道路交匯處的一覽表。

## 北區

### 香園圍公路
沙頭角公路交匯處 （Sha Tau Kuk Road Interchange）為一個與沙頭角公路交匯的大型迴旋處，而香園圍公路高架橋在其上跨過。由此可以通往沙頭角公路，前往道路周邊的村落和沙頭角。由於交匯處和長山隧道及龍山隧道出口的距離很短，因此駕駛者如需使用沙頭角公路交匯處，在進入這兩條隧道前需使用最左綫。
坪洋交匯處 （Ping Yeung Interchange）可以通往坪洋一帶。
蓮麻坑路交匯處 （Lin Ma Hang Road Interchange）與蓮麻坑路交匯。由此可以通往蓮麻坑路，往道路周邊的村落。連接香園圍管制站的出入口仍未開放。

### 粉嶺公路
和合石交匯處 （Wo Hap Shek Interchange) 是離開大埔區進入北區的第一個交匯處，此路連接區內兩條主要幹道，百和路和馬會道，是大多數區內巴士線經吐露港公路後的必經之路。
 掃管埔交匯處 (So Kwun Po Interchange)，又稱爲雞嶺迴旋處，位於北區中央地帶，連接被火車路軌分割的南部和北部，是掃管埔路的一部分。掃管埔交匯處是可以通往南部的百和路和北部的馬適路。由於經常發生交通意外，導致堵塞，令車流倒灌到區內其他道路。
大頭嶺交匯處 (Tai Tau Leng Interchange)，連接粉嶺公路，粉錦公路和寶石湖路，可以由此進入區內，也可以通往文錦渡和八鄉。

## 元朗區
白石凹交匯處（Pak Shek Au Interchange），是元朗區及北區的分界線之一，連接粉嶺公路、青山公路－洲頭段及古洞路。此處在九號幹線的出口編號為「9A」。
白石凹交匯處以行車天橋連接粉嶺公路、青山公路－洲頭段及古洞路，車輛可來回往返青山公路－洲頭段及古洞路，由粉嶺公路進出白石凹交匯處的方向只限由粉嶺公路西行（上水）進入青山公路－洲頭段及古洞路，或由青山公路－洲頭段及古洞路往粉嶺公路東行（上水）。
新田交匯處（Sun Tin Interchange）是一個位於元朗區落馬洲的道路迴旋處，為粉嶺公路、新田公路、新深路（經落馬洲管制站進入深圳）及落馬洲路（到落馬洲警署）的交匯點。位於古洞路的白石凹交匯處巴士站就是鄰近本交匯處西行貨車過境通道入口。
錦繡交匯處（Fairview Interchange）是位於米埔的道路迴旋處，連接新田公路並通往青朗及元朗公路。
博愛交匯處（Pok Oi Interchange）是在香港新界元朗區的一個交匯處。共有4個出口，通往元朗市中心、屯門、上水、荃灣、九龍、凹頭、大棠等不同方向。

### 十八鄉交匯處
唐人新村交匯處（Tong Yan San Tsuen Interchange）是香港一個道路分隔系統，位於新界元朗市中心以西，是香港9號幹線其中一個出入口，方便元朗和天水圍的車輛，透過交匯處進出朗天路及元朗公路往返各區；因鄰近唐人新村而得名。

### 凹頭交匯處

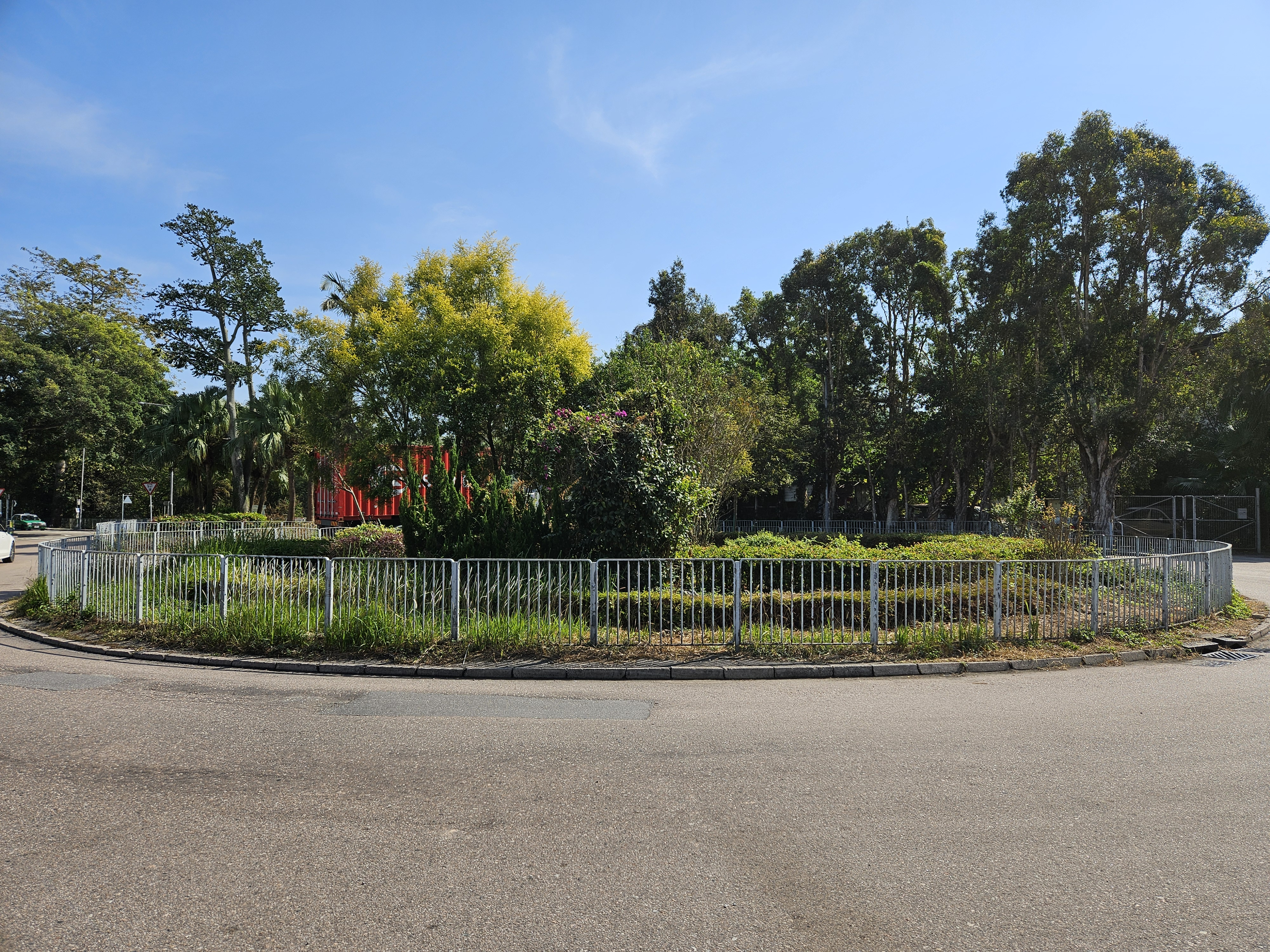
大棠交匯處

大棠交匯處（Tai Tong Interchange），位於元朗區十八鄉大棠路近僑興路交界處，是元朗區其中一個主要的交匯處。

## 大埔區

### 吐露港公路
元州仔交匯處 （Island House Interchange）
林錦公路交匯處 （Lam Kam Road Interchange）是一個位於大埔區大窩的道路迴旋處，為大窩西支路、吐露港公路、林錦公路的交匯點。

### 粉嶺公路及香園圍公路

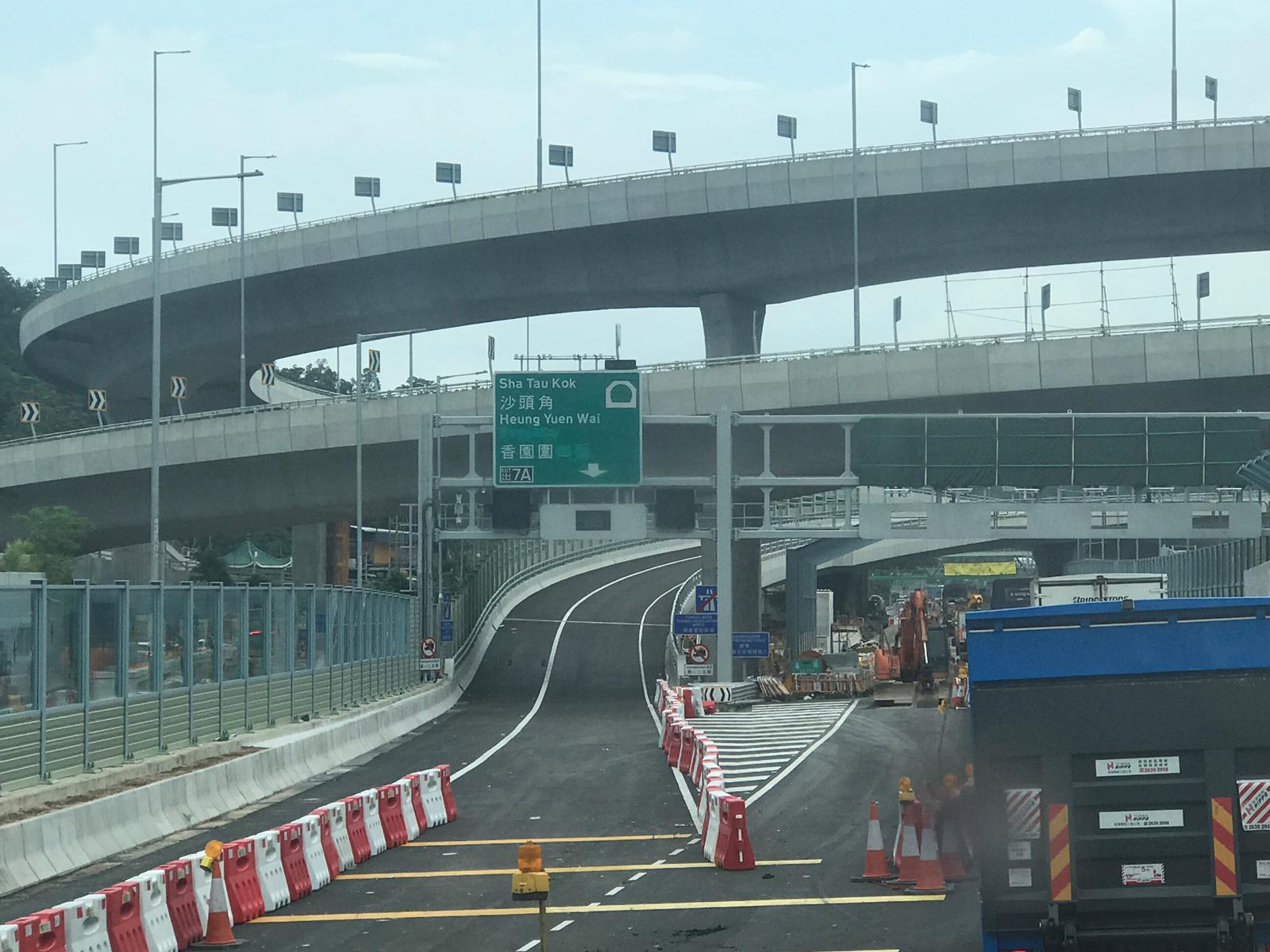
粉嶺公路交匯處香園圍公路入口

粉嶺公路交匯處（Fanling Highway Interchange）與粉嶺公路交匯。為公路的第一個交匯處。其特點是以一個U型道路在龍山和和合石的山峽之間建立一個交匯處。由香園圍公路南行可以經吐露港公路往大埔、沙田、九龍，而北行則可以往北區和元朗。而從粉嶺公路進入香園圍公路則可以前往打鼓嶺和沙頭角一帶。

## 沙田區

### 石門交匯處
石門交匯處（Shek Mun Interchange），連接亞公角街、大老山公路及大涌橋路，是新界東其中一個主要的交匯處。

## 葵青區

### 葵青交匯處

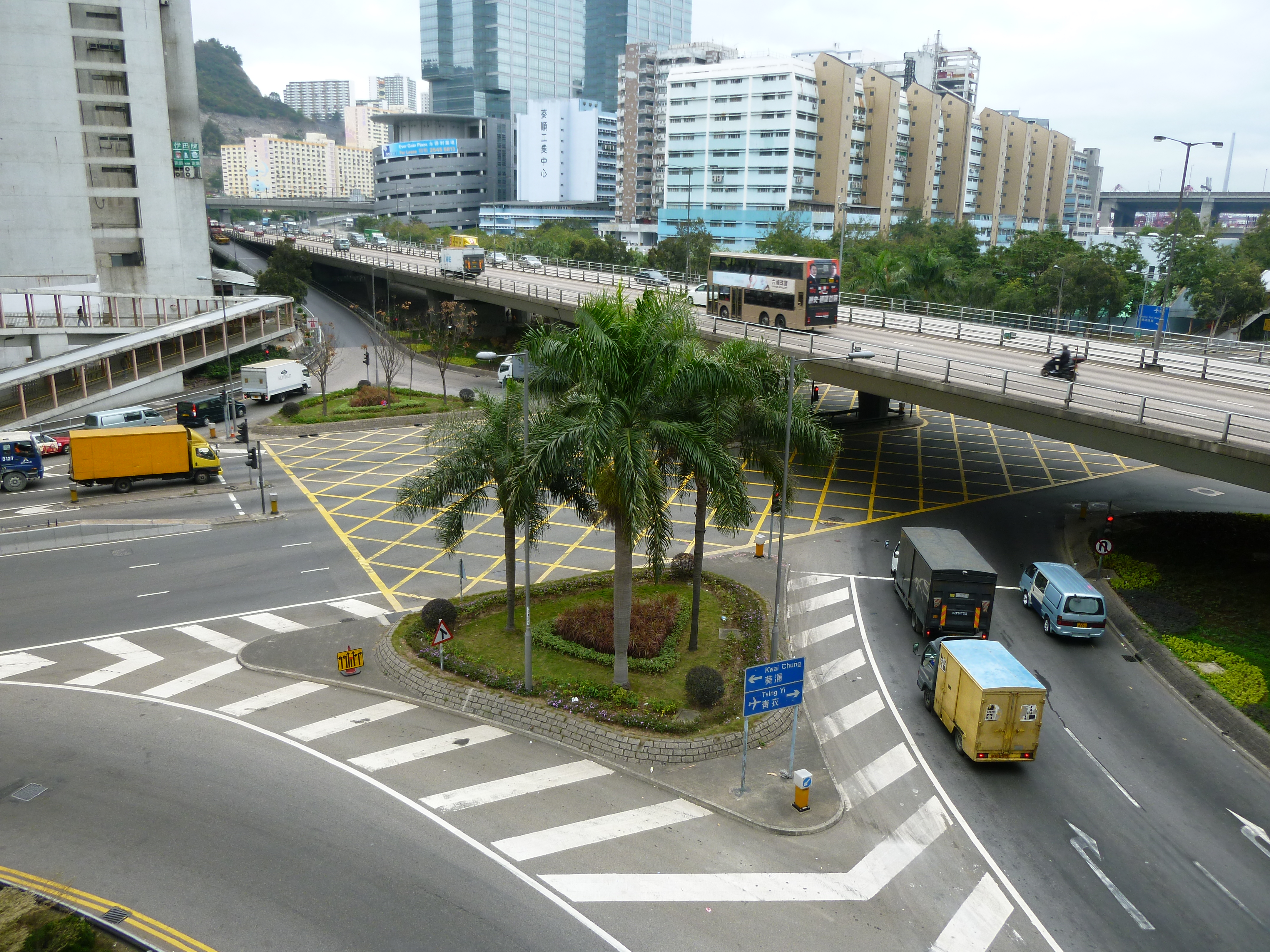
葵青交匯處

葵青交匯處是香港一個道路交匯處，位於新界葵青區的葵芳，鄰近葵涌公園。該交匯處接駁香港5號幹線的荃灣路，以及葵青路。
葵青交匯處原為迴旋處，後改為十字路口。
参考資料
1. ↑   (PDF).   [2019-05-22]. （原始内容存档 (PDF)于2019-05-17）. （页面存档备份，存于）
2. ↑  《香港街道地方指南（革新本）》P.86 第 B1 格，1988年4月，通用圖書有限公司

### 担杆山交匯處

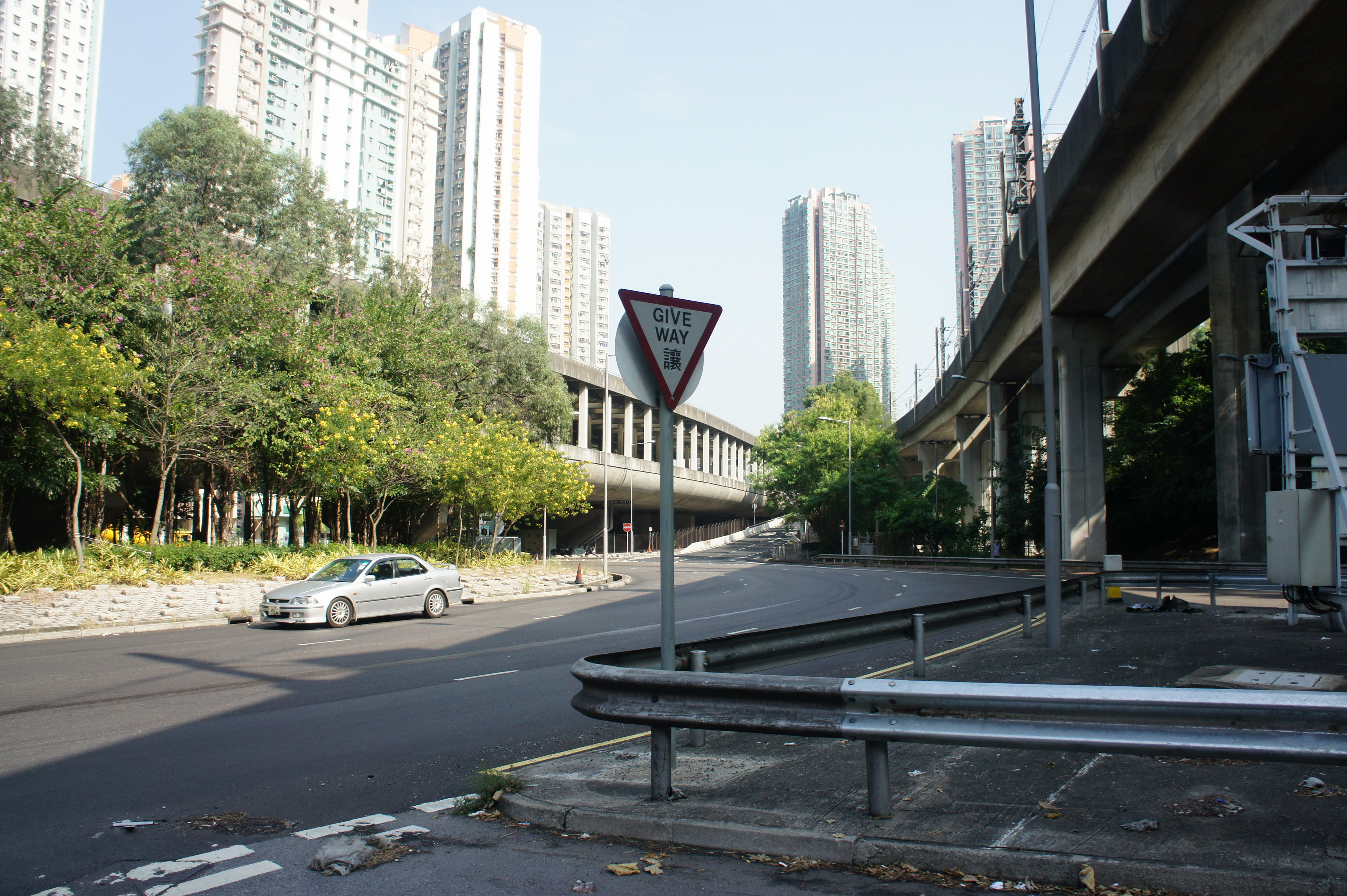
担杆山交匯處

担杆山交匯處是一個位於葵青區青衣的道路迴旋處，為担杆山路、青敬路、青荃路、楓樹窩路、青衣北岸公路的交匯點；迴旋處上另建有一條行車天橋，連接青荃路與青衣北岸公路。
此交匯處曾為最多專營巴士公司途經的道路。由2002年1月2日至2005年8月20日期間，全部5間當時營運中的專營巴士公司均曾經使用。除九巴及龍運外，城巴E21及N21線亦會途經担杆山交匯處來往青衣西路，新巴則有與九巴聯營的948線使用，嶼巴則曾經開辦P1線來往青衣鐵路站及香港迪士尼樂園地盤。

### 青衣交匯處
青衣交匯處（Tsing Yi Interchange）是一個位於葵青區青衣的道路迴旋處，通往沙田、葵涌市區、青衣中、青衣南、荃灣市區、元朗等不同方向。
此迴旋處處於往返青衣的主幹道路之上，途經之小巴及巴士路線多達數十條。

### 蝴蝶谷交匯處
蝴蝶谷交匯處（英文：Butterfly Valley Interchange）是位於荔枝角蝴蝶谷的道路分層交匯處，連接香港7號幹線出入口，分隔九龍深水埗區同新界葵青區。
蝴蝶谷交匯處共交匯五條路：呈祥道（7號幹線）、青山公路－葵涌段、青山道（出口）、蝴蝶谷道（入口）、青沙公路（8號幹線）。

## 荃灣區

### 荃錦交匯處

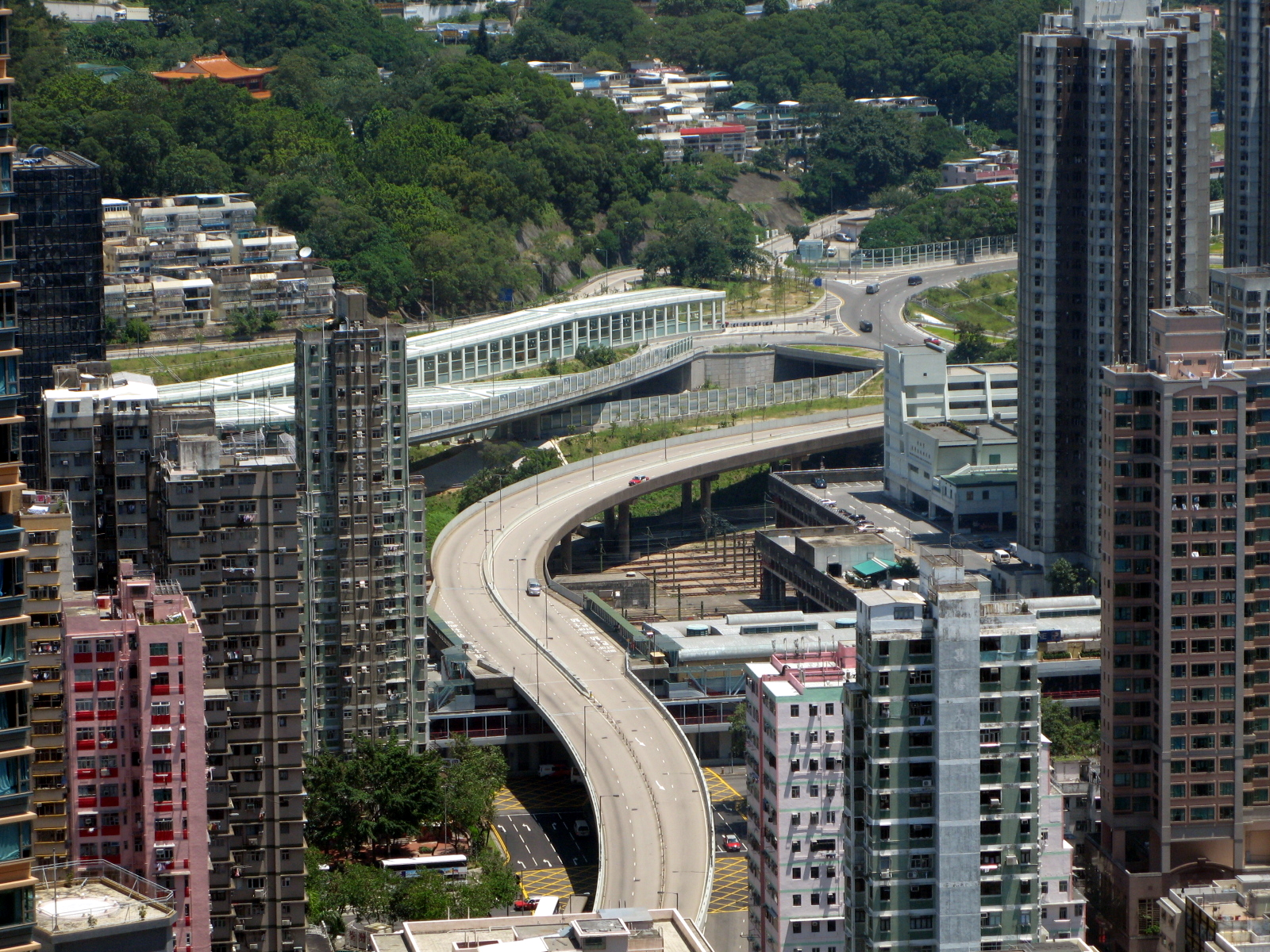
荃錦交匯處

荃錦交匯處是在香港新界荃灣區的一個交匯處。共有6個出口，通往沙田、葵涌、青衣、荃灣、屯門及石崗等不同方向。

### 荃青交匯處
荃青交匯處是在香港新界荃灣區的一個交匯處。共有4個出口，通往機場、青衣、屯門公路、德士古道及九龍(經荃灣路)等不同方向。

### 和宜合交匯處
和宜合交匯處是和宜合道上的的一個交匯處，共有4個出口，通往沙田(經城門隧道)、葵涌市區、梨木樹邨、象山邨、城門谷公園、三棟屋村、老圍、石圍角邨、荃灣市區等不同方向。

### 德士古交匯處
作為荃灣新市鎮綜合發展計劃的其中一部分，德士古道於1981年3月31日上午11時正式延長到荃錦交匯處，該延長段現作德士古道北（英語：Texaco Road North）；又設置德士古交匯處（英語：Texaco Interchange）以便青山公路的車輛進入德士古道，城門道與青山公路原有的路口在當日被封閉。

## 屯門區

### 藍地交匯處

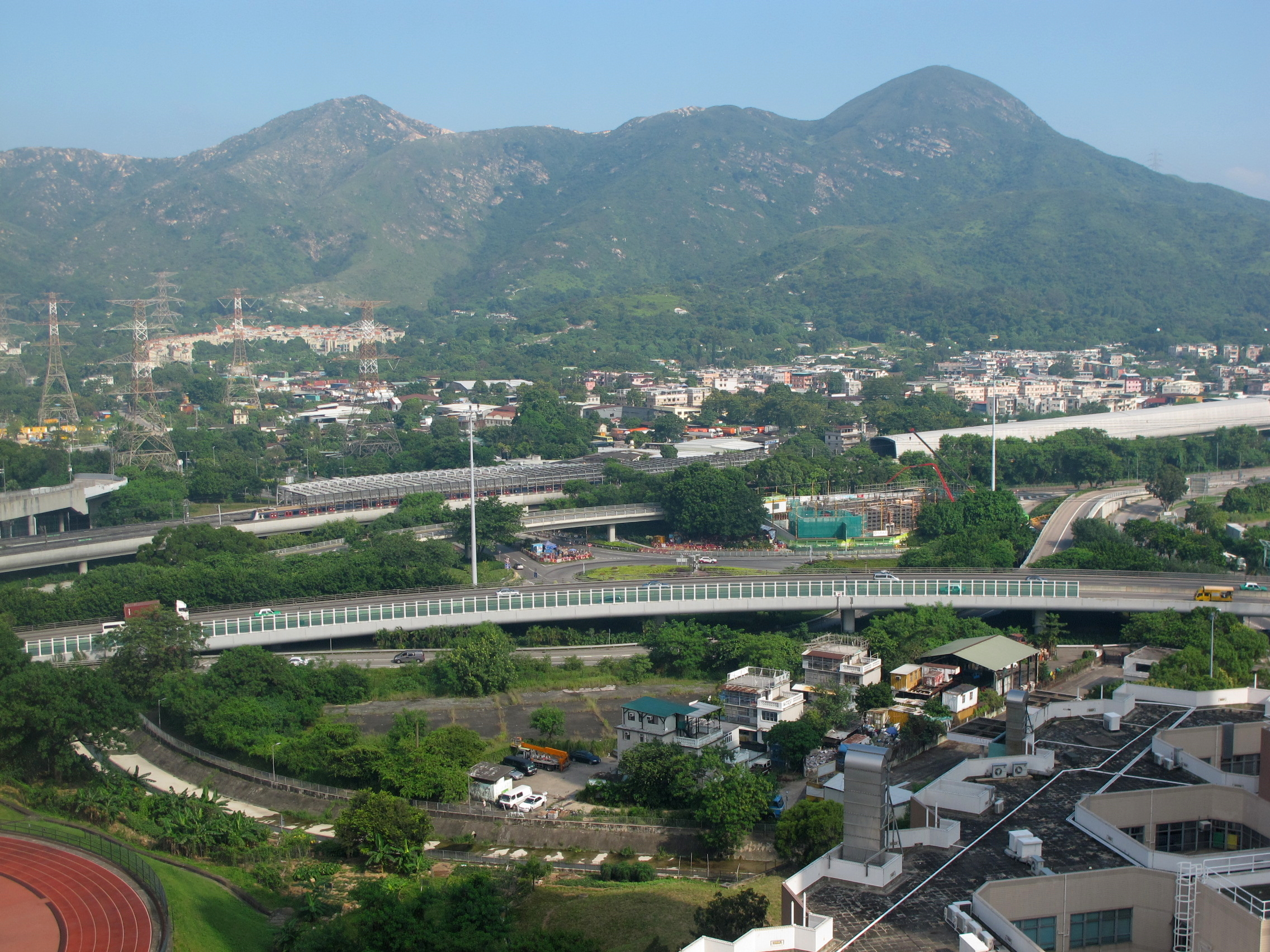
藍地交匯處

藍地交匯處（Lam Tei Interchange），位於香港屯門區北部，是新界西其中一個主要的交匯處。其連接了青麟路、青山公路－嶺南段、青山公路－藍地段、元朗公路、屯門公路。
| 论 编 | 香港9號幹線 |  |
| |             |  |
| 城門隧道 – 象鼻山路 – 青山公路－荃灣段 – 屯門公路 – 藍地交匯處 – 元朗公路 – 青朗公路 – 新田公路 – 粉嶺公路 – 吐露港公路 – 大埔公路－沙田段 – 城門隧道公路 – 城門隧道 |             |  |
| |             |  |

### 青田交匯處

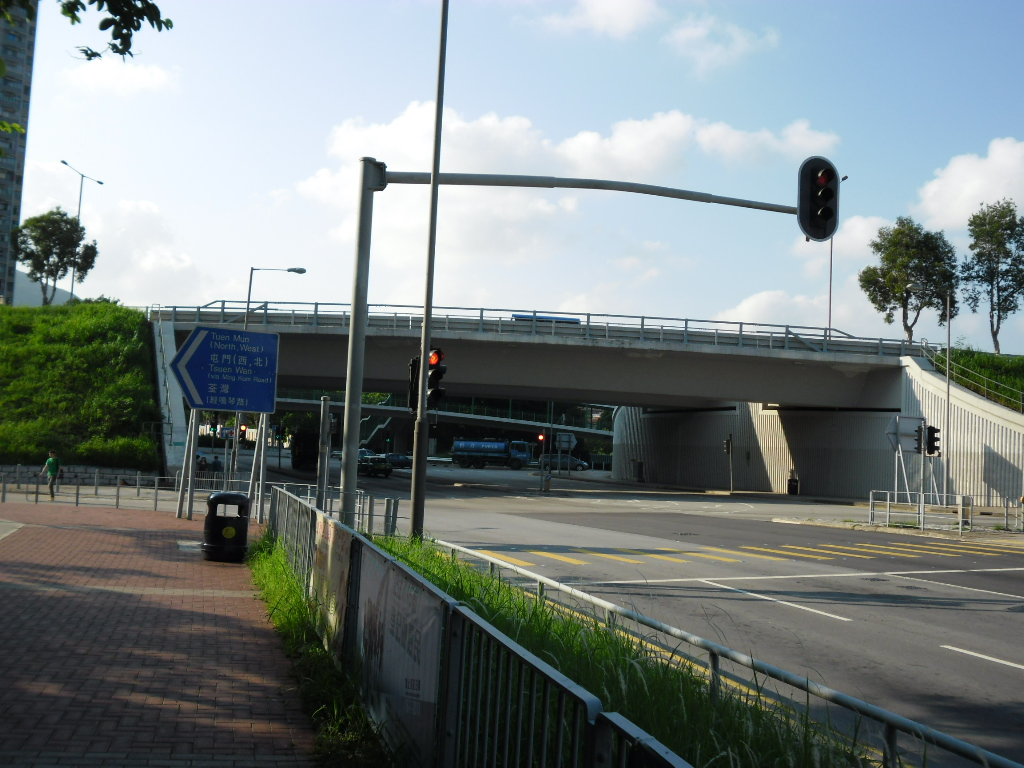
青田交匯處

青田交匯處（英文：Tsing Tin Interchange）是香港一個道路分層系統，位於新界屯門，是連接屯門公路和屯門新市鎮西北部的良田區一個重要交通樞紐，以三線雙程車道設計，道路以橋樑為基礎，適合多種車輛使用。交匯處連接南北走向的屯門公路和東西走向的青田路，讓車輛直接進出良田區，往返屯門市中心、荃灣、九龍、元朗以至其他地區一樣方便。

## 離島區

### 東涌東交匯處
東涌東交匯處（Tung Chung Eastern Interchange）是香港大嶼山東涌新市鎮的一個道路系統，連接北大嶼山公路、怡東路、裕東路，以及翔東路緊急車輛通道，惟後者不會對外開放。這樣，往返東涌市中心、西部、北部之間，以及市區的車輛也可利用此交匯處前往各地。交匯處跨越北大嶼山公路和港鐵機場快綫路軌，西面設有行人路方便市民。
1990年代初，位於大嶼山北部的東涌開始發展為新市鎮。
配合發展的道路網於1997年正式通車，車輛可以利用青嶼幹線和北大嶼山公路進出市區，東涌東交匯處是首批落成通車的新市鎮道路，為東涌居民和遊客肩負起重任。交匯處通車初期，只連接北大嶼山公路及裕東路（裕東苑對開一段），直至新市鎮北部於2000年代初漸見雛型，才接通怡東路。

### 駿運路交匯處
駿運路交匯處（英文：Chun Wan Road Interchange）是香港新界赤鱲角的一個道路系統，位於香港國際機場後勤區內，1998年新機場正式啟用前通車，分別連接北大嶼山公路、觀景路、駿運路、航膳西路及航膳東路，方便車輛進出市區與機場貨運區、飛機維修區、航空膳食區、空郵中心等設施。

### 機場南交匯處
1. ↑  . 香港公共圖書館 (工商日報). 1981-03-23: 8  [2020-05-01]. （原始内容存档于2020-11-14）. （页面存档备份，存于）
2. ↑  . 香港公共圖書館 (華僑日報). 1981-03-30: 14  [2020-04-30]. （原始内容存档于2020-11-14）. （页面存档备份，存于）